# Albert al III-lea, Duce al Austriei
Albert al III-lea, supranumit cel cu Coadă, (n. între 18 noiembrie 1349 și 16  martie 1350, Hofburg, Viena – d. 28/29 august 1395,Laxenburg), aparținând Casei de Habsburg, a fost duce al Austriei din 1365 până în 1395 și (cu întreruperi), a fost duce al Stiriei, Carintiei și Crainei și conte de Tirol. Deși situația sa financiară a fost deseori dificilă ca urmare a extinderii teritoriale, campaniilor militare și a conflictelor familiale, guvernarea lui Albert este totuși considerată una bună, în special pentru Ducatul Austriei. În cercurile universitare și în istoriografie, el este, de asemenea, considerat a fi fondatorul de facto al Universității din Viena.
Motto-ul său: „Ni adspicit non adspicitur.”

## Biografia

### Originea
Albert al III-lea a fost cel de-al treilea fiu al ducelui Albert al II-lea și al soției sale Ioana de Pfirt, moștenitoarea contelui Ulrich al III-lea de Pfirt (1281–1324). Printre frații lui se numără ducele Rudolf al IV-lea și ducele Leopold al III-lea. Sora sa Margareta (1346-1366) a fost căsătorită întâi cu contele Meinhard al III-lea de Tirol (1344–1363) și după moartea acestuia s-a căsătorit cu margraful Ioan Henric de Moravia (1322–1375). O altă soră a sa, Caterina (1342–1381), a fost stareța Mănăstirii clariselor Sf. Clara din Viena.

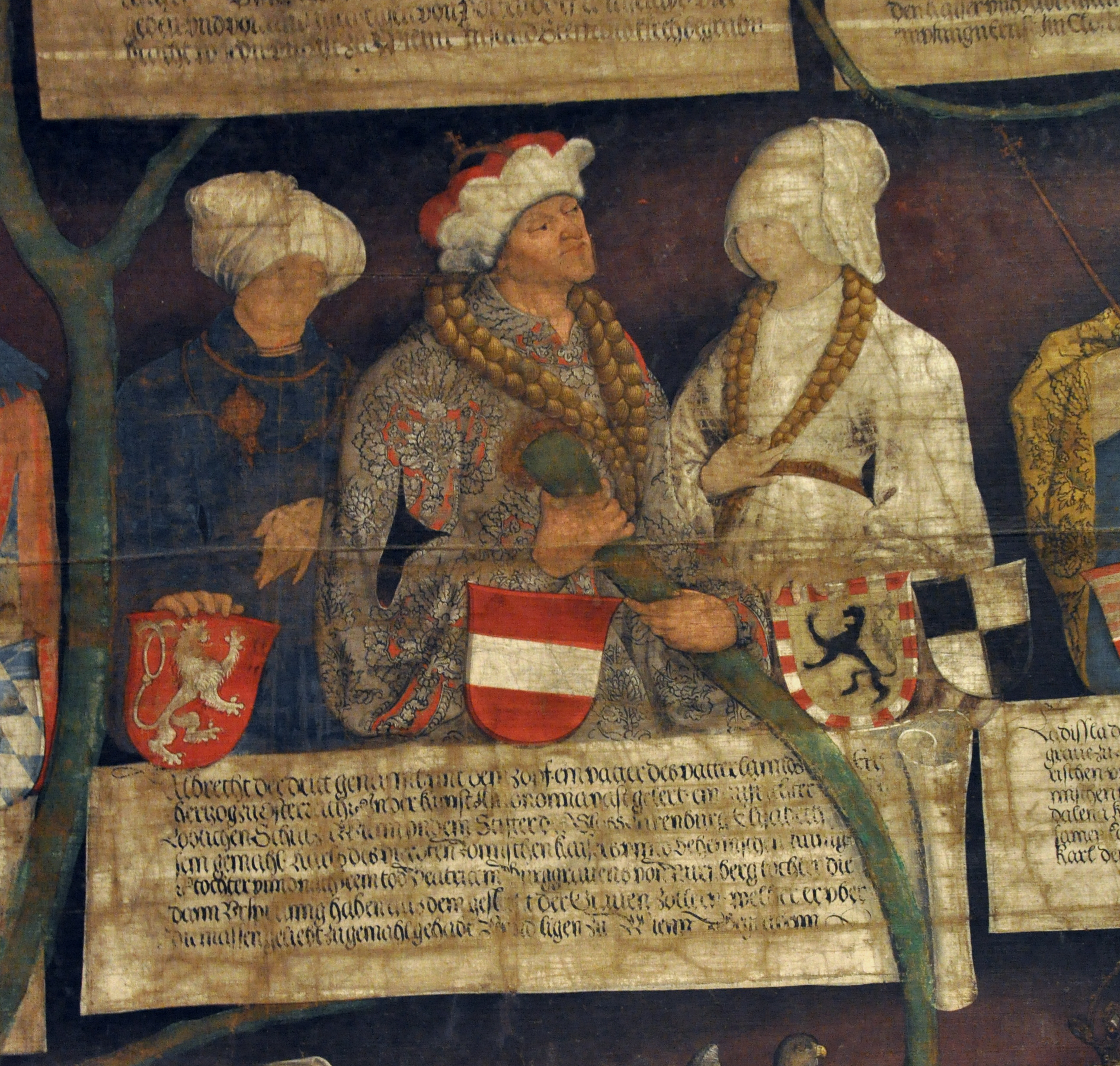
Elisabeta de Luxemburg (stânga), Albrecht al III-lea (mijloc) și Beatrice de Zollern (dreapta) cu blazoanele lor reprezentați în arbore genealogic al familiei de Habsburg de Konrad Doll, Tirol 1497 (Noul Hofburg, Viena)

### Cârmuirea împreună cu Leopold al III-lea
Albert al II-lea emisese în 1355 Legea succesiunii dinastice (în germană Hausordnung), conform căreia fiii urmau să cârmuiască împreună cu drepturi și puteri egale. La moartea sa pe 20 iulie 1358, ducele Rudolf al IV-lea, fiul său cel mare, a preluat singur cârmuirea deoarece frații lui erau minori. În 1364 Rudolf a emis și el o lege privind moștenirea habsburgică (în germană Rudolfinische Hausordnung) potrivit căreia teritoriile habsburgice erau proprietatea comună a tuturor fraților. Documentul semnat de cei trei frați (al doilea cel mai în vârstă, Frederic al III-lea, a murit în 1362) care dovedește respectarea prevederilor legii este scrisoarea de fondare a Universității din Viena emisă în 1365.
Rudolf a murit doar câteva luni mai târziu la doar 25 de ani, iar cei doi frați Albert al III-lea și Leopold al III-lea au împărțit cârmuirea. Înfeudarea formală și confirmarea privilegiilor de către împăratul Carol al IV-lea au avut loc pe 9 mai 1366. Deoarece Albert al III-lea era cel mai în vârstă el a avut rolul principal. Datorită naturii lor diferite relația lor s-a deteriorat repede (Albert era o persoană prudentă în timp ce Leopold era ambițios și însetat de acțiune).
Spre deosebire de politica dusă de fratele său, Albert a acceptat să se supună împăratului Carol al IV-lea. Cu sprijinul acestuia și cu o politică flexibilă și echilibrată, cei doi frați au reușit în câțiva ani să stăpânească criza declanșată de moartea lui Rudolf. După ce au reușit să-și consolideze stăpânirea, au urmat alte succese. Primii ani de guvernare comună a tinerilor frați au fost umbriți de o serie de conflicte armate. Familia de Wittelsbach din Bavaria nu erau nicidecum gata să renunțe la pretențiile asupra comitatului Tirol. În 1368 bavarezii au invadat Tirolul, dar atacul lor a fost respins. Abia în 1369 au recunoscut stăpânirea habsburgică a Tirolului în schimbul unei compensații financiare prin Tratatul de la Schärding. (Kufstein, Kitzbühel și Rattenberg⁠(d), care parțial erau legate ca gaj de comitatul Tirol, au rămas în stăpânirea familiei Wittelsbach. Acestea au revenit Habsburgilor abia în 1504 în războiul de succesiune din Landshut.)
În 1368 orașul Freiburg s-a supus Habsburgilor, după ce aceștia au preluat o parte din costurile pentru răscumpărarea orașului de la stăpânul anterior. Prin aceasta stăpânirea Habsburgilor în Breisgau⁠(d) s-a extins semnificativ.
Un alt obiectiv al politicii teritoriale habsburgice era accesul la Marea Adriatică. În 1366 stăpânii castelului Duino, care aveau feude în Istria, s-au supus Habsburgilor. Apoi orașul portuar Trieste, care era din 31 august 1369 în război împotriva Veneției (1369–1370), s-a plasat sub stăpânirea Habsburgilor astfel fiind câștigată o altă bază importantă în regiune. Această situație a fost doar temporară deoarece războiul împotriva Veneției a fost pierdut și Trieste s-a reîntors în noiembrie 1369 sub stăpânirea venețiană. În 1470 Habsburgii au renunțat la pretențiile lor privind Trieste în schimbul unei sume de bani plătite de Veneția. Totuși în 1382 Trieste s-a plasat în mod voluntar sub stăpânirea Habsburgilor până în 1918.
În perioada 1373–1378 a avut loc o dispută în nordul Italiei în care au fost implicate mai multe case nobiliare și state (Habsburg, Carrara, Regatul Ungariei și Veneția) ce au schimbat de mai multe ori aliații și partea de care luptau. Pentru familia de Habsburg câștigurile teritoriale au fost minore în comparație cu investiția făcută în campania militară. Conducerea orașelor Feltre și Belluno a putut fi menținută pentru moment, dar acestea au revenit orașului Milano la sfârșitul anilor 1480.
În ce privește Marca Vindica și Istria, Albert a avut mai mult succes. În 1374 linia istriană a Casei de Gorizia s-a stins. Ca urmare a contractului de moștenire semnat cu ducele Rudolf al IV-lea cu 10 ani înainte, comitatele interioare ale Istriei și teritoriile Casei de Gorizia din Marca Vindica au revenit Habsburgilor, care astfel și-au lărgit accesul la Marea Adriatică.
În 1375 Albert și Leopold au semnat un contract de cumpărare cu contele Rudolf de Montfort-Feldkirch prin care, după moartea acestuia în 1390, comitatul Montfort-Feldkirch și o mare parte din regiunea Bregenzerwald au intrat sub stăpânirea Habsburgilor. Procedând astfel, ei au continuat politica fratelui lor, Rudolf al IV-lea, în zona care urma să devină ulterior landul Vorarlberg.

### Divizarea cârmuirii
Pe 25 iulie 1373 la Viena, Albert și Leopold au semnat pentru prima dată un contract, cu medierea reprezentanților păturilor sociale, în care administrarea teritoriilor stăpânite de Habsburgi era împărțită între ei pentru o perioadă de doi ani. Au urmat alte acorduri scrise. În septembrie 1379 într-o întâlnire la Mănăstirea cisterciană Neuberg an der Mürz, cei doi au decis divizarea guvernării, precum și a teritoriilor aflate sub stăpânirea lor comună (probabil pentru a evita o confruntare deschisă). Prin așa-numitul Contract de la Neuberg Albert a primit Austria de la nord și sud de râul Enns (cu excepția zonei Wiener Neustadt) inclusiv Salzkammergut, în timp ce Leopold a primit Stiria, Carintia, Tirolul și posesiunile din Suabia. O consecință a acestui contract a fost împărțirea familiei de Habsburg în Linia Albertină și Linia Leopoldină.
Leopold a murit în 1386 în Bătălia de la Sempach, care s-a dovedit a fi fatală pentru dinastie. Cârmuirea a fost preluată inițial de fiul său cel mare, Wilhelm, care era major deși era încă foarte tânăr. Totuși, pe 10 octombrie 1386, cu acordul prelaților și al reprezentanților nobilimii, Wilhelm a acceptat pentru el și frații săi, tutela lui Albert care ulterior a suspendat aplicarea Contractului de la Neuberg și a preluat singur cârmuirea.

### Politica lui Albert după 1373 și  după 1379
La începutul Schismei apusene în 1378, Albert era de partea papei Urban al VI-lea, ca și membrii Casei de Luxemburg și majoritatea principilor imperiali.
În 1394 contele Albert al III-lea de Werdenberg-Heiligenberg-Bludenz (d. 1420) a vândut ducelui Albert al III-lea comitatul Bludenz împreună cu Montafon. La acel moment, contele nu avea urmași. Totuși conform contractului el urma să stăpânească comitatul pe tot timpul vieții și și-a rezervat dreptul de răscumpărare în cazul în care i s-ar fi născut un fiu. După moartea sa în 1420 comitatul a revenit Habsburgilor. În luna iulie a aceluiași an ducele Albert al III-lea împreună cu contele Henric al VI-lea de Gorizia și contele Ioan Meinhard al VII-lea de Gorizia au semnat o alianță și un contract de moștenire care garanta Habsburgilor preluarea succesiunii în comitatele Gorizia și Lienz și în celelalte teritorii ale acestora în cazul în care aceștia ar fi murit fără să aibe urmași. Contractul de moștenire existent între conții de Gorizia și familia de Wittelsbach a fost anulat prin acest contract.
Albert a reușit să consolideze poziția Habsburgilor în Ducatul Austriei, ca principi suverani și să aplice prevederile Privilegium maius care a avut un impact important în apariția statului federal Austria Superioară. Prin cumpărarea mai multor teritorii care fuseseră gajate conților de Schaunberg și prin disputa de la Schaunberg, el a forțat această dinastie să-i recunoască suveranitatea asupra teritoriului lor. Drept urmare, terenul de la nord de Enns (actual Austria Superioară) a fost extins astfel până la Hausruck.
Cumpărarea altor teritorii pe Rinul superior și în Suabia a adus cu sine orașele de acolo în 1379 și 1381. Succesul dorit a fost adus însă abia de alianța cu orașele imperiale Lucerna și Zürich, deși aceasta a avut ca urmare Bătălia de la Sempach din 1386. Pe 12 octombrie 1386 a fost semnat un armistițiu, care pe 14 ianuarie 1387 a fost urmat un acord de pace pentru un an. După expirarea acordului în februarie 1388, războiul a continuat fiind îndreptat în primul rând împotriva orașului Glarus⁠(d) (astăzi în cantonul Glarus). Pe 9 aprilie 1388 armata habsburgică a fost înfrântâ în Bătălia de la Näfels de forța armată din Glarus, sprijinită de cei din cantoanelor Schwyz și Uri. Pe 1 aprilie 1389 a fost încheiat un tratat de pace pentru șapte ani în care au fost confirmate cuceririle evețienilor. După cinci ani, în 1394 armistițiul a fost prelungit cu douăzeci de ani pe fondul contestatei domnii a regelui Venceslau. Înafară de aceasta în 1392 Albert și cu ducele Leopold al IV-lea au cedat administrarea Austriei Anterioare unuia dintre nepoții săi.
Se spune că în cursul conflictelor din anii 1390, datorate regelui Venceslau, Albert ar fi pretins tronul Boemiei. În 1393 la Znojmo Albert împreună cu margraful Jobst al Moraviei, regele maghiar Sigismund și margraful Wilhelm I de Meissen au încheiat un acord de protecție reciprocă, îndreptat împotriva regelui Venceslau, urmat în primăvara anului 1394 de o alianță cu contele Eberhard al III-lea de Württemberg și paisprezece orașe imperiale din Suabia. Este posibil ca acest conflict să fi fost, de asemenea, cauza răsturnării maestrului curții lui Albert, Ioan I de Liechtenstein (numit și Hans de Liechtenstein) sau un pretext pentru eliminarea lui. După aproape 30 de ani în care îl servise pe Albert, el căzuse pe neașteptate în dizgrație în 1394 și ca urmare, a fost obligat, împreună cu familia sa, să renunțe la o parte din proprietățile sale, mai ales cele aflate la sud de Dunăre.

### Reședințe și călătorii
Albert a rămas în orașul Viena cea mai mare parte a vieții sale (reședința sa preferată fiind Hofburg) și în vecinătatea Vienei. Castelul din Laxenburg de lângă Viena, dobândit deja de tatăl său, a fost transformat în castel de vânătoare și era considerat reședința sa preferată. Aici și-a scris testamentul în august 1395. Albert nu a participat niciodată la dieta curții sale, dar există dovezi că ar fi fost împreună cu Leopold al III-lea în decembrie 1366 la Nürnberg pentru a-l întâlni pe împăratul Carol al IV-lea. Vizitele sale la Praga au avut legătură cu prima sa căsătorie și s-au încheiat în 1373 după moartea primei sale soții, Elisabeta, fiica împăratului Carol al IV-lea. În septembrie 1387 Albert a călătorit în Burgundia pentru nunta nepotului său Leopold al IV-lea. O acțiune remarcabilă a lui Albert a fost campania sa din 1377 împotriva păgânilor lituanieni în zona devenită ulterior Prusia.

### Sponsor și patron al științelor și artelor
Albert s-a înconjurat de oameni de știință și artiști. Se crede că el însuși a fost un bun matematician și astrolog. Dovezile activităților sale ca patron și sponsor demonstrează că Albert considera educația ca fiind foarte importantă și că el însuși era foarte bine educat. Se presupune că Albert era iubitor și colecționar de cărți. Din inițiativa sa mai multe opere latine au fost traduse în germană. Wiener Hofwerkstatt (atelierul curții din Viena), care a început să funcționeze în timpul domniei sale (în jurul anului 1385) consta inițial dintr-un grup de pictori specializați în reprezentări artistice pentru cărți care executau lucrări comandate de prinți laici și ecleziaști.
Evangheliarul lui Johann din Troppau scris în 1368 (Viena, ÖNB, cod 1182, conținând miniaturi pictate valoroase), cea mai veche carte din Biblioteca Națională a Austriei, i-a aparținut lui Albert. Cea mai extinsă operă istorică austriacă din secolul al XIV-lea este „Cronica austriacă a celor 95 de domnitori”, atribuită învățatului Leopold din Viena, a fost inițiată de Albert. Această cronică a influențat semnificativ imaginea istorică a Habsburgilor din secolele al XV-lea și al XVI-lea.
Eforturile sale pentru extinderea și întreținerea universității vieneze fondate de Rudolf al IV-lea în 1365, Alma Mater Rudolphina, este de cea mai mare importanță. Pe 21 februarie 1384 Albert a primit de la papa Urban al VI-lea aprobarea pentru înființarea facultății teologice fără de care o universitate nu era considerată ca fiind completă. Scrisoarea solicitată și astfel inițiată de Albert, emisă în toamna aceluiași an, este interpretată de unii cercetători ca un „nou act de fondare” a Universității din Viena. În același an Albert a fondat Colegiul Ducal (în germană Herzogskolleg, în latină Collegium ducale) prima clădire universitară în adevăratul sens al cuvântului. Universitatea din Viena, cu peste 3 600 de studenți înscriși, a fost din 1377 și până la sfârșitul secolului, un centru științific cu influență în cultura din zona estică a Europei. Albert a profitat de conflictele izbucnite la universitatea din Paris datorită Schismei apusene, pentru a numi profesori cunoscuți ai acestei universități la cea din Viena. De asemenea, forțe importante în domeniul științific au fost recrutate din sudul teritoriilor germane și Ungariei.
Albert a continuat lucrările de extidere a Catedralei Sf. Ștefan din Viena.

### Moartea și succesiunea
Ducele Albert a murit în august 1395 la Laxenburg în timpul pregătirilor pentru o campanie militară comună cu  Jobst, margraful Moraviei și cu Sigismund, regele Ungariei, împotriva regelui Venceslau. El a fost înmormântat în Cripta Ducală din Catedrala Sf. Ștefan din Viena.
Legenda spune că moartea sa a fost cauzată de plăcerea de a mânca pepeni (ca și în cazul nepotului său, Frederic al III-lea). Nu există dovezi, dar probabil legenda conține un sâmbure de adevăr.
Albert a fost succedat în Ducatul Austriei de fiul său, Albert al IV-lea, care a trebuit să împartă cârmuirea cu vărul său Wilhelm, ce aparținea liniei leopoldine a Casei de Habsburg. Fiind cel mai în vârstă membru al familiei Wilhelm considera că lui îi revine succesiunea lui Albert în calitate sa de „șef al familiei”. Linia albertină fondată de Albert al III-lea  s-a stins în 1457 odată cu moartea strănepotului său, Ladislau Postumul.

### Căsătoriile și descendenții

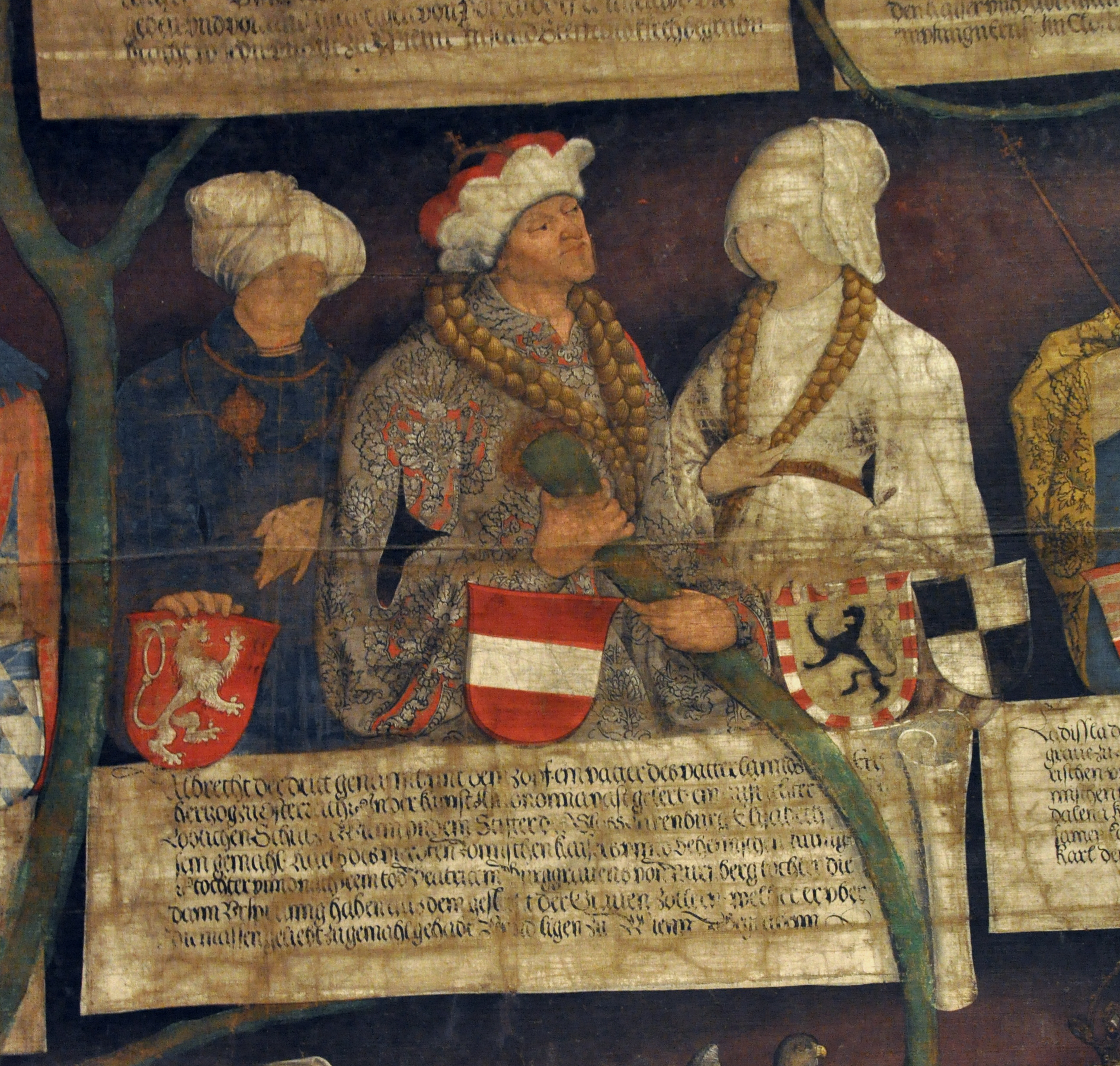
Elisabeta de Luxemburg (stânga), Albert al III-lea (mijloc) și Beatrice de Zollern (dreapta) cu blazoanele lor, reprezentați în arbore genealogic al familiei de Habsburg (autor Konrad Doll, Tirol 1497, Noul Hofburg în Viena)

În 1362 ducele Rudolf al IV-lea încheiase cu Ludovic I, regele Ungariei, o alianță îndreptată împotriva socrului său, împăratul Carol al IV-lea, prin care se convenise, de asemenea, căsătoria lui Albert al III-lea cu nepoata lui Ludovic, Elisabeta de Anjou (1352–1380). După moartea lui Rudolf, Carol al IV-lea a reușit anularea acestui proiect de căsătorie și l-a logodit pe Albert cu Elisabeta de Boemia, una dintre fiicele sale. Albert al III-lea s-a căsătorit în 1366 cu Elisabeta în vârstă de opt ani, în același timp fiind încheiat un contract de moștenire între cele două familii. Căsătoria a rămas fără urmași. Elisabeta a murit în 1373 la vârstă de 16 ani.
Pe 4 martie 1375 la Viena, Albert s-a căsătorit cu Beatrice de Nürnberg-Hohenzollern (n.c. 1355 – d. 10 iunie 1414), fiica lui Frederic al V-lea de Nürnberg. În 1377 s-a născut singurul său fiu, mai târziu ducele Albert al IV-lea. Beatrice a supraviețuit soțului ei mulți ani petrecându-și văduvia mai ales în vechea cetate Salzhof din Freistadt și în Perchtoldsdorf⁠(d) lângă Viena, unde și a murit.

## Porecla lui Albert

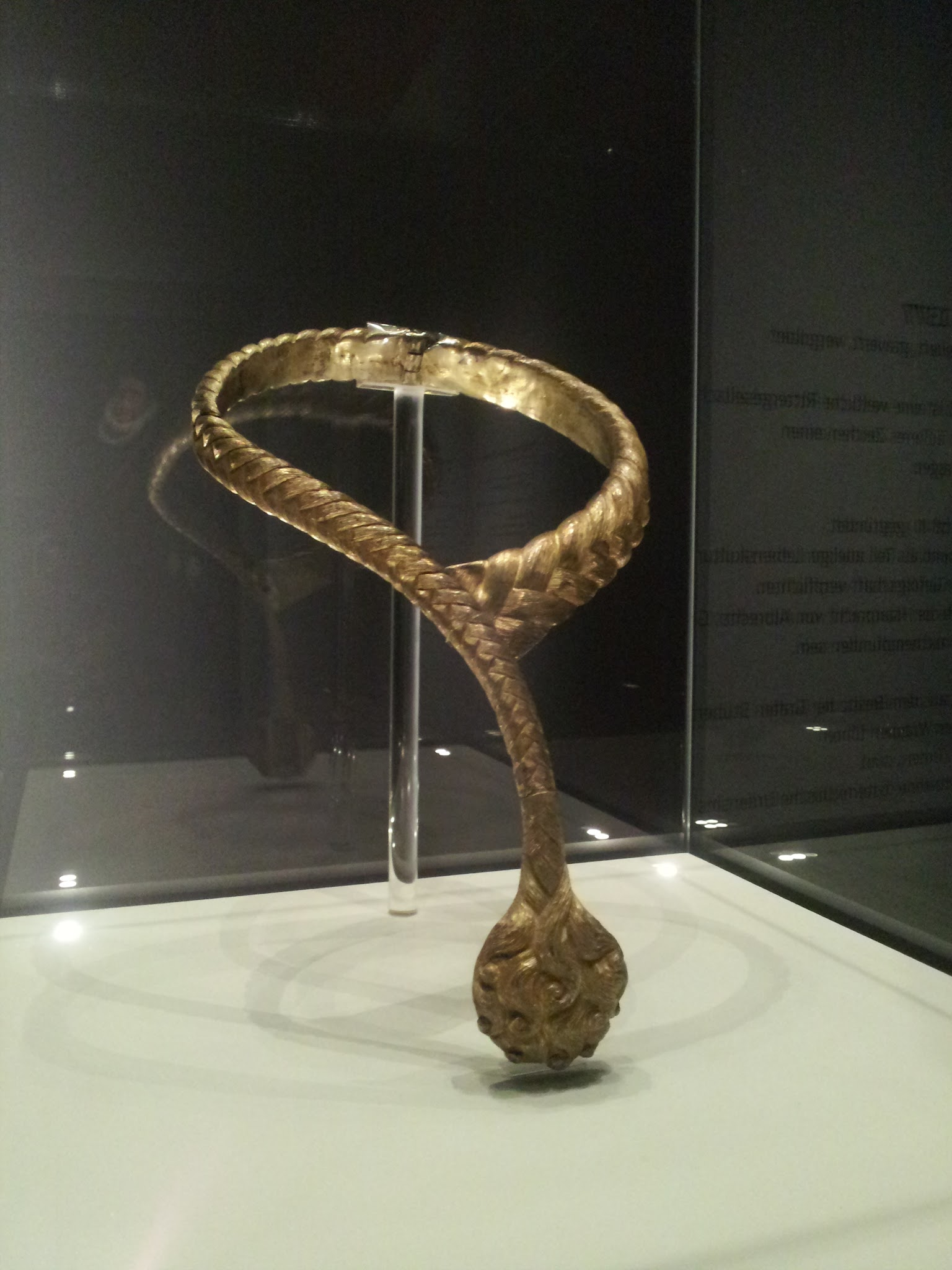
Semnul distinsctiv al Ordinului Cozii

Albert, membru al Societății Sf. Gheorghe din 1368, a fondat în jurul anului 1375 Ordinul Cozii (în germană Zopforden), un ordin cavaleresc laic al cărui semn distinctiv era o coadă împletită cu care el însuși a fost de mai multe ori reprezentat. Acest semn distinctiv poate fi găsit și într-un manuscris care îi fusese dedicat (ÖNB - Biblioteca Națională a Austriei, cod 2765).
Legenda legată de originea Ordinului Cozii a provenit inițial de la Georg von Ehingen și pare că s-a bazat pe legenda creată în jurul regelui englez Edward al III-lea care a fondat Ordinul Jartierei în 1348. În unele versiuni ulterioare ale legendei, doamna a cărei coadă l-ar fi inspirat pe Albert să creeze acest ordin a fost a doua lui soție, Beatrice.

## Titluri și reprezentări picturale
În documentele emise de cancelaria sa ducele nu apare cu denumirea Albert al III-lea. În surse oficiale ale Universității din Viena (de ex. Marele privilegiu universitar, nedatat, sau Statutul facultății artiștilor din 1 aprilie 1389), este totuși numit în latină Albertus tercius. Contemporanii săi l-au considerat, de asemenea, ca fiind al treilea din familie cu numele de Albert.
Marele titlu al lui Albert era: „Albert din voia lui Dumnezeu duce al Austriei, Stiriei, Carintiei și Crainei, stăpân în Marca Vindica și Portenau, conte de Habsburg, de Tirol, de Pfirt și de Kyburg, margraf în Purgow și landgraf în Alsacia” (în germană Albrecht von gots gnaden herczog ze Osterreich, ze Steyr, ze Kernden und ze Krain, herre auf der Windischen marich und ze Portenow, graf ze Habspurg, ze Tyrol, ze Phirt und ze Kyburg, marggraf ze Purgow und lantgraf in Elsazze). Titlul său cel scurt se limita la enumerarea principalelor teritorii: „Albert din voia lui Dumnezeu duce al Austriei, Stiriei, Carintiei și Crainei, conte de Tirol etc. (în germană Albert von gots gnaden herczog ze Österreich, ze Steyr, ze Kernden și ze Krain, grave ze Tirol etc.).
Titlul de Arhiduce se găsește doar în Legea succesiunii dinastice (Hausvertrag) din 18 noiembrie 1364, în documentul de înființare al Universității din Viena din 12 martie 1365 precum și în scrisoarea de fondare a Mănăstirii Sf. Ștefan din Viena din 16 martie 1365, toate emise în timp ce fratele său Rudolf era încă în viață. Întrucât Albert nu a folosit acest titlu în documentele ulterioare deducem că e posibil ca inițiativa folosirii acestui titlu  să-i fi aparținut lui Rudolf. De asemenea, nu există reprezentări ale lui Albert în care el să apară cu însemnele arhiducelui. Cu toate acestea, există indicii că titlul de arhiduce a fost folosit cel puțin la curtea lui Albert. De exemplu Heinrich von Langenstein, într-o predică ținută în jurul anului 1388, l-a numit christianissimus Albertus archidux.
Sursele ilustrate demonstrează că ducele a folosit aproape toate mijloacele de comunicare vizuale existente la acea vreme pentru reprezentarea sa princiară. Portretul lui Albert care există încă este o copie din secolul al XVI-lea și este considerată a fi o reproducere fidelă a originalului. După fratele său Rudolf, el a fost probabil unul dintre primii prinți din Europa Evului Mediu Târziu care a folosit genul pictural ca instrument al reprezentării sale. În Mănăstirea Sf. Erhard din Breitenau pe care el a fondat-o, există o altă reprezentare a sa, unde apare împreună cu cele două soții. De asemenea, se presupune că o pictură pe sticlă, care nu a supraviețuit, se afla în Capela Regelui (Bartholomäuskapelle) din Catedrala Sf. Ștefan. Ca o caracteristică specială, sigiliul lui Albert poartă inițiala sa, aceasta fiind prima dată când un sigiliu  de conducător din familia de Habsburg include o astfel de inițială.

## Concluzii
După moartea lui Albert al III-lea sursele contemporane apropiate curții, au apreciat domnia lui ca pozitivă. „Cronica austriacă a celor 95 de domnitori” dedică un capitol separat morții ducelui, în care fondarea Universității este subliniată ca o realizare deosebită a lui Albert. Ca Habsburg care nu a fost nici rege, nici împărat în ciuda importanței sale ca om politic, conducător al familiei și suveran, Albert al III-lea a fost unul dintre membrii puțin cunoscuți ai familiei. Albert s-a aflat mereu în umbra fratelui său, Rudolf, ale cărui activități începute le-a continuat sau realizat. Supunerea sa inițială față de regele Carol al IV-lea, Contractul de la Neuberg (1379), înfrângerea în Bătălia de la Näfels și politica sa relativă la destituirea regelui Venceslau sunt în mare parte evaluate negativ de cercetătorii istorici, dar această evaluare a fost afectată de „fenomenele la modă” ale timpului și opiniile partizane sau limitate ca perspectivă care de multe ori ignoră condițiile reale politice. Nu există încă o biografie actuală a lui Albert care să țină seama concomitent de sursele istorice și contextul istoric care să îndeplinească de asemenea standardele științifice.